# 没食子酸
没食子酸(もっしょくしさん または ぼっしょくしさん、gallic acid)は、有機化合物の一種で、芳香族カルボン酸。別名3,4,5-トリヒドロキシ安息香酸。白色の吸湿性の結晶で、昇華点 210 ℃。加熱すると脱炭酸してピロガロールを生じる。1818年にフランスの薬学者アンリ・ブラコノーにより発見され、テオフィル=ジュール・ペルーズにより研究された。

## 概要
五倍子（ヌルデの虫こぶ）、没食子（中近東のブナ・カシワの虫こぶ）、マンサク科の植物ハマメリス（Witch-hazel）、茶の葉、オークの樹皮など、多くの植物に含まれる。加水分解性タンニンの基本骨格を成す。
アルカリ性水溶液は還元力が強く、還元剤、写真の現像剤に使われる。また、タンニン合成の原料になり、青インク(没食子インク)の製造に使われ、さらに、没食子酸プロピル、没食子酸イソアミルなどのエステルとして油脂・バターの酸化防止剤にも使用される。カテキンの一種、エピガロカテキンガレートも没食子酸のエステルである。